# إستير روبر
إستير روبر (4 أغسطس 1868-28 أبريل 1938) هي مدافعة أيرلندية - إنجليزية عن حقوق النساء في التصويت، وناشطة في مجال العدالة الاجتماعية ناضلت من أجل المساواة في التوظيف وحقوق التصويت لنساء الطبقة العاملة.

## العمل في الدفاع عن حق النساء في التصويت
شغلت روبر منصب سكرتيرة جمعية مانشتر الوطنية لحق النساء في التصويت منذ عام 1893 حتى عام 1905. يعود الفضل إلى روبر في إعادة تنشيط عمل المنظمة الذي كان يفتقر إلى التوجيه منذ وفاة السكرتيرة السابقة ليديا بيكر. وسّعت روبر نطاق حملة الجمعية، ووجهت التركيز بعيدًا عن تأمين مصالح نساء الطبقة المتوسطة، إلى البحث بنشاط عن مشاركة نساء الطبقة العاملة كموقعات على العريضة ومتحدثات من أجل القضية. غيرت جمعية مانشستر الوطنية لحق النساء في التصويت اسمها إلى جمعية شمال إنجلترا لحق النساء في التصويت في عام 1897، وأصبحت جزءًا من الاتحاد الوطني لجمعيات حق النساء في التصويت.

## العمل من أجل العدالة الاجتماعية وحق النساء في التصويت مع إيفا غور-بوث
ساعدت روبر وغور-بوث في أواخر القرن التاسع عشر وأوائل القرن العشرين في تنظيم مجموعات من بائعات الزهور، وفنانات السيرك، والنادلات، وعاملات الفحم، اللواتي كان حقهن في العمل مهددًا بالحروب الأخلاقية والتشريعات الجديدة. رتّبت روبر وغور-بوث اجتماعات عامة ومظاهرات ووفود إلى البرلمان؛ وجادلتا بأن سبل عيش النساء أصبحت على المحك، وأن النساء قادرات على اتخاذ قراراتهن الخاصة بشأن كيفية توظيفهن، وبأن افتقار النساء العاملات إلى التصويت جعلهن مستضعفات في مكان العمل. أسست روبر وحررّت مجلة أخبار العمالة النسائية مع غور-بوث في عام 1900، واستمرت هذه المجلة الفصلية التي تهدف إلى توحيد العاملات حتى عام 1904.
ساعدت روبر وغور-بوث في تأسيس لجنة تمثيل عاملات المنسوجات والعاملات الأخريات في لانكشير وتشيشير في عام 1903؛ والتي نظمت حملة لأول امرأة مرشحة مدافعة عن حقوق النساء في التصويت في الانتخابات العامة. أصبحت روبر سكرتيرة الجمعية الوطنية لحقوق المرأة الصناعية والمهنية في عام 1905. نأت روبر وغور-بوث بنفسيهما منذ عام 1906 عن الاتحاد الاجتماعي والسياسي للمرأة الذي أسسته بانكيرست؛ واختلفتا مع استخدام التكتيكات المتشددة وعدم اهتمام إيميلين بانكيرست بالنضال من أجل حقوق نساء الطبقة العاملة.
انتقلت روبر مع غور-بوث إلى لندن في عام 1913 من أجل حالة الأخيرة الصحية. أسستا، إلى جانب العابرة جنسيًا إيرين كلايد، مجلة أورانيا في عام 1916، وهي مجلة انتشرت سرًّا للتعبير عن وجهات نظرهن الرائدة حول النوع الاجتماعي والجنس. صدرت المجلة ست مرات في السنة، واحتوت على قصاصات من مقالات من الصحافة الوطنية والدولية بالإضافة إلى مقالات أصلية.
كانت الصديقتان من دعاة السلام البارزين خلال الحرب العالمية الأولى، وعملتا في اللجنة الدولية للمرأة من أجل السلام الدائم، وساعدتا في دعم زوجات وأطفال معترضي الخدمة العسكرية المسجونين، وأصبحتا من أعضاء لجنة إلغاء عقوبة الإعدام بعد الحرب، وعملتا من أجل إصلاح السجون.